# Mu Normae
Mu Normae es una estrella situada en la constelación de Norma, a una distancia estimada de 4240 años luz, aunque dicha estimación tiene un margen de error muy grande, de 1540 años luz. Brilla con una magnitud aparente de 4,94.
Se trata de una estrella supergigante azul de tipo espectral B0Ia (O9.7 para otros autores) que sin los efectos del polvo interestelar aparecería con magnitud aparente de 4,01. Su luminosidad es de 500,000 veces la del Sol, su masa de 40 masas solares, y su diámetro de alrededor de 25 veces el de nuestra estrella; si la distancia a la que se encuentra es la mayor, su luminosidad es casi el doble, de 1 millón de veces la solar, con una masa de alrededor de 60 masas solares, y si por el contrario es la menor, su luminosidad baja a la mitad y su masa a 25 masas solares -siendo en ese caso no una supergigante azul sino una estrella que está abandonando la secuencia principal.-
Cómo numerosas estrellas masivas, Mu Normae tiene un potente viento solar que le hace perder masa a un ritmo de 100 millones de veces el del Sol, por lo que en su vida puede haber perdido ya un 10% de la masa con la que nació.
Si bien no se ha encontrado por ahora ninguna compañera para Mu Normae, esta estrella es el miembro más brillante con diferencia del cúmulo abierto pobre NGC 6169, y se piensa también que pertenece a la asociación estelar Ara OB1, situada cómo su nombre indica en la constelación del Altar.